# Burg Widdern
Burg Widdern war eine Spornburg in Widdern im Landkreis Heilbronn im nördlichen Baden-Württemberg. Die Burg wurde 1458 zerstört. Außer dem Halsgraben sind nur wenige Steinfragmente erhalten.

## Geographische Lage
Die Burg lag nordöstlich über der Stadt auf dem aufwärtigen Bergsporn zwischen dem Tal der Jagst und dem zumündenden Kessachtal, etwa 50 Meter über dem Dorf noch am unteren Hang.

## Geschichte
Vermutlich hatten die Grafen von Lauffen umfangreichen Besitz in Widdern gehabt, der 1216–1219 an die Herren von Dürn kam. Der Dürner Besitz in Widdern kam im Verlauf des 13. Jahrhunderts an die Herren von Wertheim und die mit ihnen verwandten Herren von Boxberg. Die Wertheimer besaßen um 1300 ein Viertel der Burg Widdern, die Boxberger drei Viertel des in der zweiten Hälfte des 13. Jahrhunderts zur Stadt gewordenen Ortes. Im 15. Jahrhundert kam es zur Zersplitterung der Besitzverhältnisse. 1443 ist erstmals die Verwaltung Widderns durch eine Gruppe von Ganerben belegt.
1458 besaß Philipp von Heinrieth einen Teil von Widdern. Er gewährte den Raubrittern Walter von Urbach und Ulrich von Helfenstein Zuflucht, worauf Burg und Stadt am 29. Juni 1458 von Graf Ulrich von Württemberg im Bund mit dem brandenburgischen Markgrafen Albrecht Achilles zerstört wurden. Die Burg hat man nicht wieder aufgebaut, stattdessen entstanden in der Folgezeit Amthäuser und teilweise auch Herrensitze der Ganerben unmittelbar im Ort.
Von der Burg blieb lediglich noch der alte Turm erhalten, in dem bis ins 19. Jahrhundert ein Türmer als Feuerwächter wohnte. Als der Turm 1833 baufällig geworden war, riss man ihn im selben Jahr ab und errichtete am Hang des Schlossbergs wohl mit den Steinen des Turms das so genannte Dörnle als neue Feuerwächterwohnung.
Um die Freilegung der erhaltenen Teile der Burg hat sich ab 1939 vor allem der Widderner Schulleiter Ludwig Jehle verdient gemacht.